# زاب جودا
زاب جودا (بالإنجليزية: Zab Judah)‏ مواليد 27 أكتوبر 1977 في بروكلين، نيويورك، الولايات المتحدة، هو ملاكم أمريكي سابق صنّف ضمن فئة وزن الوسط. حقق بطولة رابطة الملاكمة العالمية وبطولة المجلس العالمي للملاكمة وبطولة الاتحاد الدولي للملاكمة وبطولة منظمة الملاكمة العالمية.

## إحصائيات
خاض خلال مسيرته 53 نزالا، فاز في 42 وخسر في 9. فاز بالضربة القاضية في 29 نزالا.

## روابط خارجية
- زاب جودا على موقع بوكس ريك (الإنجليزية) (registration required)